# Unikatum Kindermuseum Leipzig

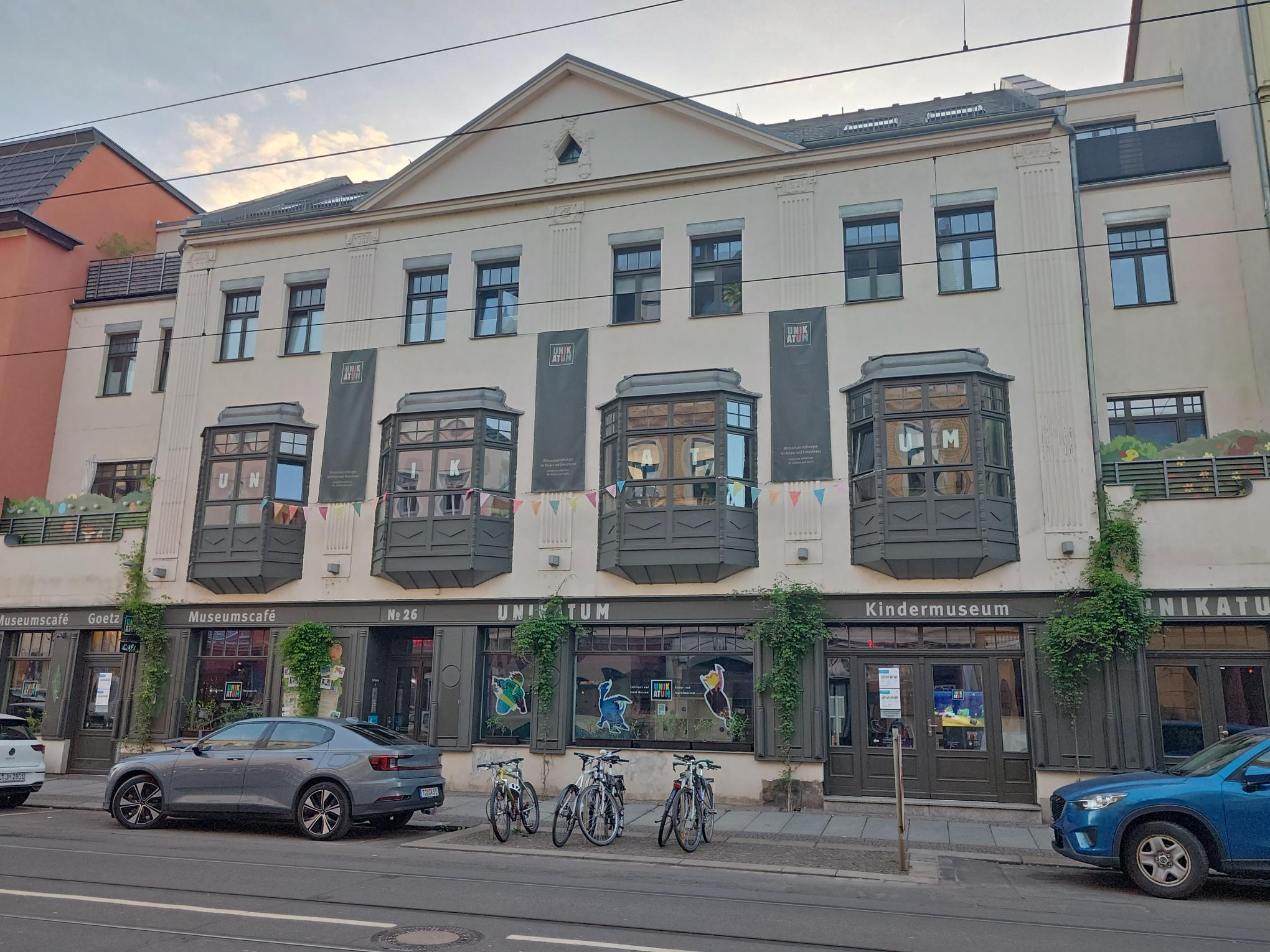
Unikatum Kindermuseum Leipzig (2025)

Das Unikatum Kindermuseum Leipzig ist eine Kultureinrichtung mit wechselnden Jahresausstellungen zu gesellschaftlichen Themen in Leipzig. Die interaktiven Ausstellungen zum „Mitmachen und Entdecken“ richten sich vor allem an Schüler und Familien.

## Museum
Das Kindermuseum wurde 2010 von der Ausstellungsplanerin Annegret Hänsel gegründet und wird seitdem ehrenamtlich von ihr geleitet. Die Einrichtung wird von einer Gemeinnützigen GmbH getragen und von einem Förderverein unterstützt. Zum weitaus überwiegenden Teil wird der Betrieb der Einrichtung durch ehrenamtliche Arbeit ermöglicht. 2017 wurde das Museum bedeutend erweitert und bietet seitdem Raum für mehrere Ausstellungen, einen Hofgarten und das „Museumscafé Goetz“, das ebenfalls für Ausstellungen genutzt wird.
2012 erhielt die Einrichtung den Sächsischen Preis für Soziokulturelles Engagement der Kulturstiftung des Freistaates Sachsen. 2014 gewann das UNIKATUM Kindermuseum den Ersten Platz des Familienfreundlichkeitspreises der Stadt Leipzig.

## Ausstellungen
Alljährlich beteiligen sich Schüler im Rahmen einer Sommerwerkstatt an der Erarbeitung und Gestaltung der neuen Jahresausstellung. Standort ist das Gebäude des historischen „Café Goetz“ im Leipziger Ortsteil Plagwitz.
- 2010/2011: „Taler, Taler – eine spielerische Geschichte des Geldes“[1]
- 2011/2012: „Oh Gott – eine Reise durch die Welt des Glaubens“
- 2012/2013: „Ach du liebe Zeit!“
- 2013/2014: „Papperlapapp – im Dschungel der Sprache“[2]
- 2014/2015: „Herzklopfen – Achterbahn der Gefühle“
- 2015/2016: „Die Stadtmaschine“[3]
- 2016/2017: „Das verrückte Welthotel“
- 2017/2018: „Ach du liebe Zeit!“ – erneute, überarbeitete Präsentation (für Kinder im Lesealter)
- seit 2017: „Die Erfindung der Zukunft - Utopien zwischen Zweifel und Vision“ (für Jugendliche und Erwachsene im Museumscafé Goetz)
- seit 2017: „Das Königreich der Phantasie“ (Dauerausstellung für Vorschul- und Grundschulkinder)
- 2018/2019: „liebe Liebe“ (für Kinder ab 10 Jahre, Jugendliche und Erwachsene)[4]
- 2018/2019: „Bionik - Ideenlabor der Natur“[5]
- seit 2019: „Schlaraffenwelt“[6]
- 2019/2020: „Klima-Rallye“
- seit 2020: „Wenn ich Bürgermeister wär'...“[7]